# Демократическая Кампучия
Кампучи́я (кхмер. កម្ពុជា) [kɑːmpuciə], официально (с 1976 года) — Демократи́ческая Кампучи́я (កម្ពុជាប្រជាធិបតេយ្យ) [kɑːmpuciə‿prɔːcaːtʰipːɑteːj] — государство в Юго-Восточной Азии, существовавшее в период с 1975 до 1979 года (юридически — с 1976 по 1993 гг.) на территории Камбоджи. Название было дано «Красными кхмерами» во время их правления. Формально провозглашена в апреле 1976 года (до этого в течение года после захвата власти красными кхмерами страна считалась королевством, а главой государства — Нородом Сианук, однако фактически он не имел никакой власти).

## История
- 17 апреля 1975 — падение Пномпеня
- апрель—май 1975 — переселение горожан в сельскую местность
- 25—27 апреля 1975 года — Чрезвычайный Национальный конгресс в Пномпене
- 10 мая 1975 — резня на острове Тхотю
- 15 января 1976 — принята конституция ДК
- 20 марта 1976 года — выборы в Палату народных представителей (парламент) ДК
- апрель 1976 — отставка Сианука и Пенн Нута; главой государства стал Кхиеу Сампхан, премьер-министром — Пол Пот
- 15 апреля 1977 — объявлено о существовании Компартии Кампучии
- 24 сентября 1977 — нападение Красных Кхмеров на вьетнамскую провинцию Тэйнинь
- 18 апреля 1978 — резня в Батюке
- май 1978 — Со Пхим и Хенг Самрин попытались поднять восстание против полпотовского режима
- 2 декабря 1978 — образован Единый фронт национального спасения Кампучии
- 22 декабря 1978 — начало вьетнамской интервенции
- 7 января 1979 — вьетнамские войска заняли Пномпень
- 11 января 1979 — провозглашена Народная Республика Кампучия

Считается, что движение «Красные кхмеры» возникло в 1968 году. В подавляющем большинстве «красные кхмеры» действительно были этническими кхмерами. Их идеология базировалась на маоизме.
После падения Кхмерской республики «красные кхмеры» захватили столицу Пномпень в 1975 году. Прежде чем «красные кхмеры» взяли под свой контроль Пномпень, они казнили захваченных соратников Лон Нола и его брата Лон Нона, расстреляв их на стадионе Пном Пхень. Режим Лон Нола был свергнут, а сам он бежал. В течение года формально главой государства считался принц Нородом Сианук, а премьер-министром — Пенн Нут, однако оба находились под домашним арестом и политической роли не играли. Фактически власть перешла к коммунистам-маоистам «красным кхмерам». К концу 1978 года движение «Красные кхмеры» контролировало около 99 % территории страны. Оппозиция (Лон Нол) была вытеснена на север в джунгли.

## Государственное устройство
Верховный орган страны — Собрание народных представителей (кхмер. សភាតំណាងប្រជាជនកម្ពុជា) — однопалатный парламент. Единственная сессия Собрания народных представителей прошла в марте 1976 года, в ней участвовали несколько сотен депутатов. Это был парламент страны, избранный голосованием, в котором право голоса имели жители из определённых «красными кхмерами» категорий, в зависимости от региона. Общим для всех избирательных округов было право голоса у так называемых «старых жителей». По воспоминаниям камбоджийцев, в некоторых округах выборы были альтернативными (с двумя или несколькими кандидатами), но на большинстве участков избиратели голосовали за единственного кандидата.
Парламент принял Конституцию Демократической Кампучии, утвердил гимн, герб и флаг новой страны.
В конституции 1976 года высшим государственным органом был указан Государственный Президиум Демократической Кампучии во главе с Председателем.
Тогда же депутаты Собрания народных представителей избрали (утвердили по представлению руководства «красных кхмеров») руководителей страны:
- Председатель Собрания народных представителей — Нуон Чеа (спикер парламента);
- Председатель Государственного Президиума Демократической Кампучии — Кхиеу Сампхан (президент);
- Глава правительства — Пол Пот (премьер-министр, фактический руководитель страны).

Правительство Демократической Кампучии составляли руководители «красных кхмеров». Ранее возглавляемая ими Коммунистическая партия Кампучии была оттеснена на второй план. Руководство жизнью страны осуществляла «Ангка-Лэ» — «Верховная организация». Имена и портреты руководителей страны (Пол Пот — официально Брат № 1, Нуон Чеа — Брат № 2, Иенг Сари — Брат № 3, Та Мок — Брат № 4, Кхиеу Сампхан — Брат № 5) держались в тайне от населения.
По другим сведениям, Пол Пот именовался «Братом номер ноль».
Из высших руководителей страны только Президент Кхиеу Сампхан фигурировал под собственным именем, вероятно, из соображений дипломатии. Все остальные действовали под революционными псевдонимами[страница не указана 1367 дней].

## Внутренняя политика
«Красные кхмеры» установили политическую диктатуру. Они объявили о начале «революционного эксперимента» для построения в Камбодже «стопроцентного коммунистического общества». В условиях Камбоджи создавалась специфическая форма «казарменного коммунизма» и «аграрного социализма», основанная на идеях Пол Пота.
На первом этапе состоялось выселение жителей городов в сельскую местность, ликвидация товарно-денежных отношений, многих институтов и служб государства, социальной сферы и жизнеобеспечения, преследование буддистских монахов, физическое уничтожение чиновников и военнослужащих прежнего режима всех уровней, бывших владельцев плантаций и крупных хозяйств.
Всё население страны было разделено на три основные категории. Первая — «основной народ» — включала в себя жителей областей. Вторая часть — «новый народ» или «люди 17 апреля». Это жители городов и деревень, находившихся долгое время на временно оккупированной американцами территории или под контролем сил Лон Нола. Эта часть населения должна была подвергнуться серьёзному перевоспитанию. Третья часть — интеллигенция, реакционное духовенство, лица, служившие в государственном аппарате прежних режимов, офицеры и сержанты лонноловской армии, ревизионисты, проходившие подготовку в Ханое. Эта категория населения должна была быть подвергнута широкомасштабной «чистке», фактически — тотальному истреблению.
Все граждане были обязаны работать. Вся страна была превращена в трудовые сельскохозяйственные коммуны с 18-20-часовым рабочим днём, в которых местное бедное и среднее крестьянство и согнанные из городов люди в тяжелейших условиях занимались малоквалифицированным физическим трудом — в основном, высаживанием риса. В коммунах размещали горожан, вывозимых из городов при «эвакуации в связи с угрозой американского наступления».
Обобществлённых детей изолировали в концлагеря, где им должны были привить любовь к действующему режиму и Пол Поту, а также заставить их ненавидеть своих родителей. В армию «красных кхмеров» забирали подростков — им выдавалось оружие, и практически вся локальная власть оставалась за ними. Они патрулировали улицы, надзирали за работой на плантациях, жестоко пытали и уничтожали людей.
Были «отменены» (полностью уничтожены) системы медицины, образования, науки и культуры. Больницы, школы, вузы, библиотеки, все другие учреждения культуры и науки были закрыты. Были запрещены деньги, иностранные языки, иностранные книги. Было запрещено писать и читать что-либо, кроме указов и прочих документов командования. Ношение очков рассматривалось как неблагонадёжность и служило одним из пунктов обвинений вплоть до расстрелов.
Воров карали расстрелом без суда. Смертная казнь грозила и осуществлялась за малейшую провинность (например, рождение ребёнка без разрешения руководства коммуны, за «ностальгию» по дореволюционным временам, сорванный банан, собранный с поля после уборки урожая рис и т. п.), практиковался геноцид по национальным и социальным параметрам — физически уничтожались (с членами семей, включая детей) этнические китайцы, вьетнамцы, отдельные чамские народы, бывшие представители господствующих классов, буддийские монахи и другие священники, большая часть врачей, педагогов, студентов и даже просто имеющих высшее образование.

### Преследования за религиозные убеждения
В конституции Демократической Кампучии хотя и было формально закреплено свободное вероисповедание, но вместе с тем в ней было написано: «Категорически запрещаются реакционные религии, наносящие вред Демократической Кампучии, кампучийскому народу». В соответствии с этой статьёй конституции происходило преследование и массовое истребление по религиозному признаку. Одним из первых был убит 18 апреля 1975 года в пагоде Пранг (округ Удонг, провинция Кампонгспы) верховный глава буддийской секты маханикай Хуот Тат. Лишь немногим из 82 тыс. буддийских монахов удалось спастись. Уничтожались статуи будд и буддийские книги, пагоды и храмы были превращены в склады, не осталось ни одной действующей пагоды из 2800, имевшихся в прежней Камбодже.
С 1975 по январь 1979 года были убиты все 60 тысяч христиан, как священники, так и миряне. Церкви были разграблены, большинство взорвано. Были зверски убиты после пыток глава мусульман Хари Рослос и его помощники хаджи Сулейман и хаджи Мат Сулейман. Из 20 тыс. мусульман, проживавших в округе Кампонгсием (провинция Кампонгтям), в живых не осталось ни одного человека. Из 20 тыс. мусульман уезда Кампонгмеас той же провинции в живых осталось лишь четыре человека. Были разрушены и разорены все 114 мечетей, некоторые из них были превращены в свинарники, взорваны динамитом или снесены бульдозерами.

## Внешняя политика
Демократическая Кампучия являлась частично признанным государством — её признали Китайская Народная Республика, Албания и КНДР.
СССР поначалу де-факто признал революционное правительство «красных кхмеров», несмотря на то, что во время революции было разгромлено советское посольство, а дипломаты готовились к расстрелу (позднее посольство СССР было эвакуировано). В дальнейшем Демократическая Кампучия к социалистическим странам или странам социалистической ориентации в СССР не причислялась.
Демократическая Кампучия была почти полностью изолирована от внешнего мира. Полноценные дипломатические контакты поддерживались только с КНР, Вьетнамом, Лаосом, Албанией и Северной Кореей, частичные — Францией, с Кубой, Румынией и Югославией.
В Демократической Кампучии (в Пномпене) в это время работали посольства Бирмы, Вьетнама, Лаоса, КНР, Северной Кореи, Румынии, Югославии, Албании, Кубы и Египта[страница не указана 1367 дней]:
- Арабская Республика Египет
- Германская Демократическая Республика
- Китайская Народная Республика
- Лаосская Народно-Демократическая Республика (с 1975 года)
- Народная Социалистическая Республика Албания
- Республика Куба
- Социалистическая Республика Вьетнам (до 1976 года — Демократическая Республика Вьетнам)
- Социалистическая Республика Румыния
- Социалистическая Федеративная Республика Югославия

Дипломаты других государств, имевших представительства в КНР, могли совершать краткосрочные визиты в Кампучию только по воздушной линии из Пекина.
В свою очередь Демократическая Кампучия имела свои диппредставительства только в трёх странах: в Китайской Народной Республике, в Корейской Народно-Демократической Республике (Северная Корея) и во Вьетнаме, отношения с которым были приостановлены в 1977 году.
Сущность режима выявилась позже, а поначалу на Западе режим «красных кхмеров» называли коммунистическим, как у других соцстран и критиковали в основном за убийство британского журналиста Малколма Колдуэлла в Кампучии в 1978 году. Тем не менее, раздражённые недавней победой Вьетнама, западные страны рассматривали прокитайски настроенный полпотовский режим как противовес экспансии Вьетнама (и его главного союзника СССР), поэтому, не устанавливая формальных дипломатических отношений с режимом, считали его единственным легитимным режимом Камбоджи даже после свержения власти полпотовцев. Именно полпотовцы представляли Камбоджу в ООН (с 1982 г. — формально в составе Коалиционного правительства Демократической Кампучии) вплоть до создания переходной администрации под эгидой ООН в 1992 г.

### Отношения с Китаем
Особую роль во внешней политике играли отношения с Китаем. Во время геноцида, Китай был главным военным и экономическим спонсором режима красных кхмеров. Китай предоставил "более 15 000 военных советников" и большинство (не менее 90%) внешней помощи. Китай также никогда не протестовал против убийств этнических китайцев по национальному признаку в Кампучии, хотя в то же самое время предъявил Вьетнаму претензий относительно положения китайского меньшинства во Вьетнаме.

## Вооружённые силы
В годы правления Красных Кхмеров регулярными вооруженными формированиями Камбоджи (Демократической Кампучии) являлась Революционная армия Кампучии (РАК).
Официальной датой формирования РАК принято считать 17 января 1968 года. В годы правления Красных Кхмеров именно этот день считался датой образования Вооружённых Сил и являлся государственным праздником в Демократической Кампучии.
Верховным главнокомандующим Вооружёнными Силами РАК был Сон Сен, с 1976 года занимавший пост министра обороны Демократической Кампучии.

### История
Решение о формировании партизанской армии было принято в сентябре 1960 года на съезде Партии трудящихся Кампучии, на котором были определены основные направления народно-революционной борьбы. Вскоре после съезда были сформированы первые вооружённые формирования компартии, которые негласно именовались «Секретной гвардией». В её задачи входили: защита и создание партизанских баз, захват оружия и охрана руководителей движения.

#### Начало вооружённой борьбы
В 1967 году в провинции Баттамбанг вспыхнуло крестьянское восстание (см. Восстание в Самлауте). Восстание стало для Красных Кхмеров сигналом к началу вооружённой борьбы против правительства Камбоджи. В январе следующего года коммунисты совершили первую партизанскую вылазку. На тот момент в их распоряжении было всего два военных лагеря и 10 винтовок, однако уже через полгода в провинции шла полномасштабная война.
Первоначально РАК вела вооружённую борьбу против королевского правительства Нородома Сианука, затем против проамериканского режима Лон Нола (Кхмерская Республика).
В годы гражданской войны в Камбодже РАК пользовалась поддержкой КНР и Северного Вьетнама. На стороне Красных Кхмеров сражались партизаны Вьетконга.

#### После переворота 1970 года
18 марта 1970 года в Камбодже произошёл государственный переворот, в результате которого принц Нородом Сианук был низложен. Находясь в Пекине, свергнутый монарх был вынужден объединиться с коммунистами, учредив Национальный единый фронт Кампучии, целью которого стала совместная борьба против проамериканского режима Лон Нола (Кхмерская Республика). Вооружённым крылом НЕФК стали Народные национально-освободительные вооружённые силы Камбоджи, объединившие сторонников свергнутого Сианука (Кхмер Румдо) и Красных Кхмеров Пол Пота.
Находившиеся в Камбодже отряды РАК вошли в состав объединённой армии и продолжили вооружённую борьбу теперь уже против центрального правительства. Министром обороны КПНЕК и Верховным главнокомандующим НОАК стал один из ближайших соратников Пол Пота — Кхиеу Сампхан. Несмотря на то, что Сианук оставался формальным руководителем НЕФК, а формально вооружённые силы повстанцев находились в подчинении КПНЕК, фактически ведение военных операций оставалось прерогативой Красных Кхмеров, которые к 1973 году стали наиболее боеспособной фракцией в повстанческом движении.
Повстанцам противостояли формирования Кхмерских национальных вооружённых сил (ФАНК) — регулярных вооружённых сил Камбоджи (Кхмерской Республики). ФАНК состояла преимущественно из военнослужащих бывшей королевской армии, а также попавших под мобилизацию горожан. До 1973 года поддержку республиканской армии оказывали ВВС США, нанося авиаудары по позициям Красных Кхмеров и партизан Вьетконга, вторгнувшихся на территорию Камбоджи.
17 апреля 1975 года Красные Кхмеры вошли в столицу страны — Пномпень, завершив тем самым многолетнюю гражданскую войну. На тот момент численность НОАК составляла примерно 68 000 бойцов, большую часть которых составляли полпотовцы. Сторонники Сианука из числа Кхмер Румдо, отказывавшиеся подчиняться Красным Кхмерам были подвергнуты репрессиям.
Вскоре после победы Красных Кхмеров НОАК вернула себе прежнее название и вновь стала именоваться «Революционной армией», став регулярными вооружёнными формированиями Камбоджи (с 1976 года — Демократической Кампучии).

#### После свержения режима
В декабре 1979 года РАК была реорганизована в Национальную армию Демократической Кампучии (НАДК). Отряды НАДК формировались преимущественно из бывших солдат полпотовской армии. Кроме того, Красные Кхмеры принуждали вступать жителей контролируемых районов. Отмечался и определённый приток добровольцев, откликнувшихся на антивьетнамскую агитацию.
НАДК выступала в качестве военного крыла бывшей компартии (с 1981 года — Партии Демократической Кампучии), являлась наиболее боеспособной силой антивьетнамской оппозиционной коалиции. По разным оценкам, её численность составляла от 35 тысяч до 50 тысяч бойцов. Отряды НАДК вели вооружённую борьбу сначала против вьетнамской оккупации и правительства НРК, затем против правительственных войск Королевства Камбоджа.
Окончательно армия Красных Кхмеров распалась вскоре после смерти Пол Пота в конце 1990-х годов.

## Памятные даты[18]
| Дата       | Официальное название                                                                 | К чему приурочен | К чему приурочен |
| Дата       | Официальное название                                                                 | Дата             | Описание |
| ---------- | ------------------------------------------------------------------------------------ | ---------------- | --- |
| 1 января   | День начала финального наступления                                                   | 1 января 1975    | В этот день Красные Кхмеры начали своё финальное наступление, направленное на взятие столицы страны — города Пномпень                                                                 |
| 5 января   | День конституции Демократической Кампучии, дата образования Демократической Кампучии | 5 января 1976    | Дата принятия новой конституции, узаконившей режим Красных Кхмеров. С этого дня Камбоджа официально стала называться Демократической Кампучией.                                       |
| 17 января  | Дата образования Революционной Армии, день вооружённой борьбы по всей стране         | 17 января 1968   | Дата формирования Революционной Армии Кампучии — военного крыла движения Красных Кхмеров.                                                                                             |
| 18 марта   | День скорби в связи с реакционным переворотом                                        | 18 марта 1970    | В этот день в Камбодже произошёл военный переворот. Принц Нородом Сианук оказался низложен. Был установлен проамериканский режим Кхмерской Республики во главе с генералом Лон Нолом. |
| 20 мая     | Дата образования Организации крестьянских кооперативов                               | 20 мая 1973      | Начало принудительной коллективизации в провинции Такео, находившейся под контролем коммунистов. В НРК с 1984 года отмечался как Национальный день гнева.                             |
| 15 августа | День великого разгрома американских империалистов в воздушной войне                  | 15 августа 1973  | США прекращают прямое участие в боевых действиях в Индокитае, завершив воздушные бомбардировки Камбоджи.                                                                              |
| 1 ноября   | Дата образования Организации профсоюзов Кампучии                                     | 1 ноября 1955    | |

- 5 февраля — Дата образования Организации демократической молодёжи (1961);
- 23 марта — День, когда мы организовали, укрепили и расширили наш Национально-демократический фронт; день грандиозной демонстрации, знаменующей начало общенационального восстания
- 1 апреля — Великий разгром курса американского империализма на кхмеризацию войны, или великий разгром доктрины Никсона, согласно которой кхмеры сражаются с кхмерами;
- 12 апреля — Великий разгром агрессивной войны американских империалистов, ставший официальной основой для того, чтобы империалисты покинули Кампучию (1975);
- 17 апреля — День Независимости, грандиознейший национальный праздник для всех (1975);
- 20 мая — Дата образования Организации крестьянских кооперативов (1973);
- 10 июля — Дата образования Организации женщин Демократической Кампучии (1961);

## Значение
В результате гражданской войны и действий режима «красных кхмеров» страна пришла в упадок. В ходе репрессий убито, по различным оценкам, от 1 до 3 миллионов человек — точное число назвать невозможно в связи с отсутствием переписей.
Согласно официальной оценке правительства и народно-революционного трибунала Народной Республики Кампучия,

«1 160 307 человек представили доказательства преступлений полпотовцев. За период между 1975 и 1978 годами число погибших составило 2 746 105 человек, среди которых 1 927 061 крестьянин, 25 168 монахов, 48 359 представителей национальных меньшинств, 305 417 рабочих, служащих и представителей других профессий, около 100 писателей и журналистов, некоторое количество иностранных граждан, а также старики и дети. 568 663 человека пропали без вести и либо погибли в джунглях, либо погребены в массовых захоронениях, подобных тем, которые были обнаружены в районе аэропорта Кампонгчнанг, около Сиемреапа и вдоль склонов хребта Дангрек. Эти 3 374 768 человек были убиты ударами мотыг, дубин, сожжены, закопаны живьём, разрезаны на части, зарезаны с помощью острых листьев сахарной пальмы, отравлены, убиты ударами тока, они подвергались пыткам с вырыванием ногтей, были раздавлены гусеницами тракторов, брошены на съедение крокодилам, у них вырезали печень, которая служила пищей палачам, маленьких детей четвертовали живыми, подбрасывали в воздух и насаживали на штыки, били о стволы деревьев, женщин насиловали и сажали на колы.
Режим Пол Пота оставил после себя 141 848 инвалидов, более 200 тысяч сирот, многочисленных вдов, которые не нашли свои семьи. Оставшиеся в живых были лишены сил, были неспособны к воспроизводству и находились в состоянии нищеты и полного физического истощения.
Большое количество молодых людей потеряли своё счастье вследствие насильных браков, осуществлявшихся полпотовцами в массовых масштабах.
Было разрушено 634 522 здания, из них 5857 школ, а также 796 госпиталей, фельдшерских пунктов и лабораторий, 1968 храмов были разрушены или превращены в складские помещения или тюрьмы. Были также уничтожены 108 мечетей. Полпотовцы уничтожили несметное количество сельскохозяйственных инструментов, а также 1 507 416 голов крупного рогатого скота».

## Свержение
Вскоре разразилась война с Вьетнамом, развязанная «красными кхмерами»: уже в мае 1975 года, сразу после окончания боевых действий во Вьетнаме, они провели первое нападение на вьетнамскую территорию (остров Фукуок), а в дальнейшем периодически проводили такие нападения, при этом убивая мирное вьетнамское население.
Проведённое в конце декабря 1978 — начале января 1979 наступление Вьетнамской народной армии завершилось свержением режима Пол Пота.
Демократическая Кампучия «красных кхмеров» прекратила существование. В стране была провозглашена Народная Республика Кампучия с провьетнамско-просоветским правительством Хенг Самрина.
Свержение режима Пол Пота вызвало резкое недовольство КНР. После нескольких недель непрерывных пограничных стычек, 17 февраля 1979 г. китайская армия вторглась во Вьетнам. Понеся тяжёлые потери, китайцы продвинулись лишь на 50 км вглубь Вьетнама. Через месяц вьетнамо-китайский конфликт завершился. Ни одна из сторон не добилась решающих результатов.